# Dactylopius opuntiae
Dactylopius opuntiae Cockerell, 1929, (Cochinilla silvestre in Spagnolo) è un insetto dell'ordine dei Rincoti Omotteri (superfamiglia Coccoidea). Originario dell'America centrale è un fitofago associato alle cactacee del genere Opuntia, fra le quali il fico d'India. 
Contrariamente alla congenere Dactylopius coccus, la cocciniglia del carminio, D. opuntiae dà una limitata produzione del pigmento perciò al momento ha uno scarso interesse sotto questo aspetto. Gli ambiti di studio su questa cocciniglia riguardano in particolare gli aspetti biologici ai fini del miglioramento genetico delle cocciniglie del carminio. La specie è stata in passato impiegata per il controllo biologico delle Opuntia infestanti in Australia e, con scarso successo, in Sudafrica.
In Messico rappresenta uno degli agenti di danno a carico delle coltivazioni di fico d'India.